# 약자들의 힘
《약자들의 힘》(Die Kraft der Schwachen)은 아나 제거스의 소설이다.
이 작품은 사회 변혁을 예술의 본질적 기능으로 규정하는 사회주의 리얼리즘 문학의 진수를 보여주고 있다. 스페인 해방 전쟁에 참전했다가 전사한 아들의 뒤를 이어 종군하는 어머니의 이야기, 에티오피아를 침공한 이탈리아 정복자들을 험준한 산으로 유인하여 함정에 빠뜨리는 소년의 이야기, 프랑스 병사의 순수한 애정에 끌려 세속적인 이해관계를 초월한 사랑을 바치는 독일 처녀의 이야기 등이 바로 그것이다. 
마르크스는 ＜독일 이데올로기＞라는 글에서 “역사를 만들기 위해서는 인간이 살 수 있어야만 한다는 전제를 확립하는 것으로부터 출발하여야 한다”고 언급한 바 있다. 이 작품에서 확인할 수 있는 약육강식의 현실 논리, 인간의 자유를 자본의 자유로 대체시켜 버린 자본주의 체제, 제국주의하의 억압된 민중들의 삶은 바로 인간이 인간답게 살아갈 수 있는 토대와 기반을 찾기 위한 여정으로 볼 수 있다. 
이 책에 나타난 민중들의 삶은 놀랍도록 우리의 현실과 닮아 있다. 바로 그 공감의 뿌리가, 현실을 괴롭지만 보다 명확하게 직시토록 하는 힘을 발휘한다. 이는 바로 이 작품의 목소리가 진실하다는 방증인 것이다. 파시즘 체제 아래, 약육강식의 현실 논리 속에서, 억압받고 신음하는 약자들. 그러나 부당한 권력에 맞서 싸우는 약자들. 이 작품을 통해 제거스는 이들이 바로 역사의 주체라고 주장하며 그들의 역사를 정교하고 강직하게 다시 쓰고 있다.